# Anna Vargová (politička)
Anna Vargová (* 18. července 1953) byla slovenská a československá politička a bezpartijní poslankyně Sněmovny národů Federálního shromáždění za normalizace.

## Biografie
K roku 1986 se profesně uvádí jako dělnice.
Ve volbách roku 1986 zasedla do slovenské části Sněmovny národů (volební obvod č. 83 - Senec, Západoslovenský kraj). Ve Federálním shromáždění setrvala do konce funkčního období, tedy do voleb roku 1990. Netýkal se jí proces kooptací do Federálního shromáždění po sametové revoluci.